# Ester Fenoll Garcia
Ester Fenoll Garcia (la Seu d'Urgell, 6 de juny del 1967) és una poetessa i escriptora urgellenca, resident a Andorra.
És llicenciada en Dret, postgrau de Tutela en Persones Adultes per la Universitat de Barcelona i postgrau en dret andorrà per la Universitat d'Andorra. Ha estat gerent de la Fundació Privada Tutelar des de l'any 2007, al mateix temps que presidenta i cofundadora de l'Associació d'afectats d'autisme del Principat d'Andorra (Autea). Fou també vocal de la Federació d'Associacions Andorranes de Discapacitats (FAAD). El 2011 fou nomenada membre permanent del Consell Assessor de Salut i Benestar. L'abril del 2015 fou nomenada Secretària d'Estat d'Afers Socials del Govern d'Andorra.
Com a escriptora ha publicat Esmorzar perfecte, obra amb què va guanyar el premi Grandalla de Poesia, que concedeix el Cercle d'Arts i Lletres de les Valls d'Andorra, i Anticipant octubre, que combina poemes amb fotografia. Posteriorment publicà en castellà Agradezco tu amor pero tengo otros planes. Participa en diverses publicacions periòdiques, entre les quals el Diari d'Andorra, amb la secció “Foc i Lloc".

## Obra
- Esmorzar perfecte. Andorra la Vella: CaixaBank, 2006 (ISBN 978-99920-1-598-8)
- Anticipant octubre. Tarragona: Arola, 2008 (ISBN 978-84-92408-37-5)
- Agradezco tu amor pero tengo otros planes. Andorra: Aloma, 2011 (ISBN 978-99920-66-01-0)

## Premis
- Primer premi en la 6a edició del concurs de Poesia Miquel Martí i Pol atorgat pel Govern d'Andorra
- Finalista del 6è concurs de Poesia Curta de la Universitat Politècnica de Catalunya 2004
- 28à edició del Premi Grandalla de Poesia 2005, amb Esmorzar Perfecte